# The Lexicon of Love
The Lexicon of Love is het debuutalbum van de Britse band ABC. Het verscheen in juni 1982 en werd geproduceerd door Trevor Horn. The Lexicon of Love was in eigen land goed voor platina en in Nederland voor een zestiende plaats, en wordt door muziekbladen tot de beste Britse albums aller tijden gerekend. 
In 2016 bracht ABC The Lexicon of Love II uit.

## Tracklist
Programme 1
1. Show me (ABC)
2. Poison arrow (ABC)
3. Many happy returns (ABC)
4. Tears are not enough (ABC)
5. Valentine's day (ABC)

Programme 2
1. The Look of Love (part one) (ABC)
2. Date stamp (ABC)
3. All of my heart (ABC)
4. 4 ever 2 gether (ABC/Anne Dudley)
5. The Look of Love (part four) (ABC)